# Хонт
Хонт (венг. Hont) — небольшой исторический комитат в северной части Венгерского королевства. На данный момент его территория разделена между Словакией (3/4) и Венгрией (1/4). Административным центром комитата Хонт долгое время был город Ипольшаг.

## История
До X века эти земли входили в состав Нитранского княжества. Комитат Хонт был создан в XI веке, будучи выделен из комитата Ноград (Nógrád). Комитаты Ноград и Хонт располагались на землях поселения мадьярского племени Дьярмат. Хонт граничил с комитатами Барш, Зойом, Ноград, Пешт-Пилиш-Шольт-Кишкун и Эстергом. Дьярматский город Балашшадьярмат вклинивался в комитат Хонт, не входя в его состав.
Около 1300 года к Хонту был присоединён Малый Хонт (словац. Malohont, венг. Kishont), сохранивший, однако, особый статус.
Столицами комитата Хонт были вначале замок Хонт вместе с Ипельским предместьем, затем не было постоянной столицы, и в конце концов с начала XIX века столицей стал город Шаги (по-венгерски: Ипольшаг). Издревле Хонт славился своими рудниками, где добывались золото, серебро, железо, медь, цинк, свинец, киноварь, мышьяковый колчедан, сера и горный хрусталь.

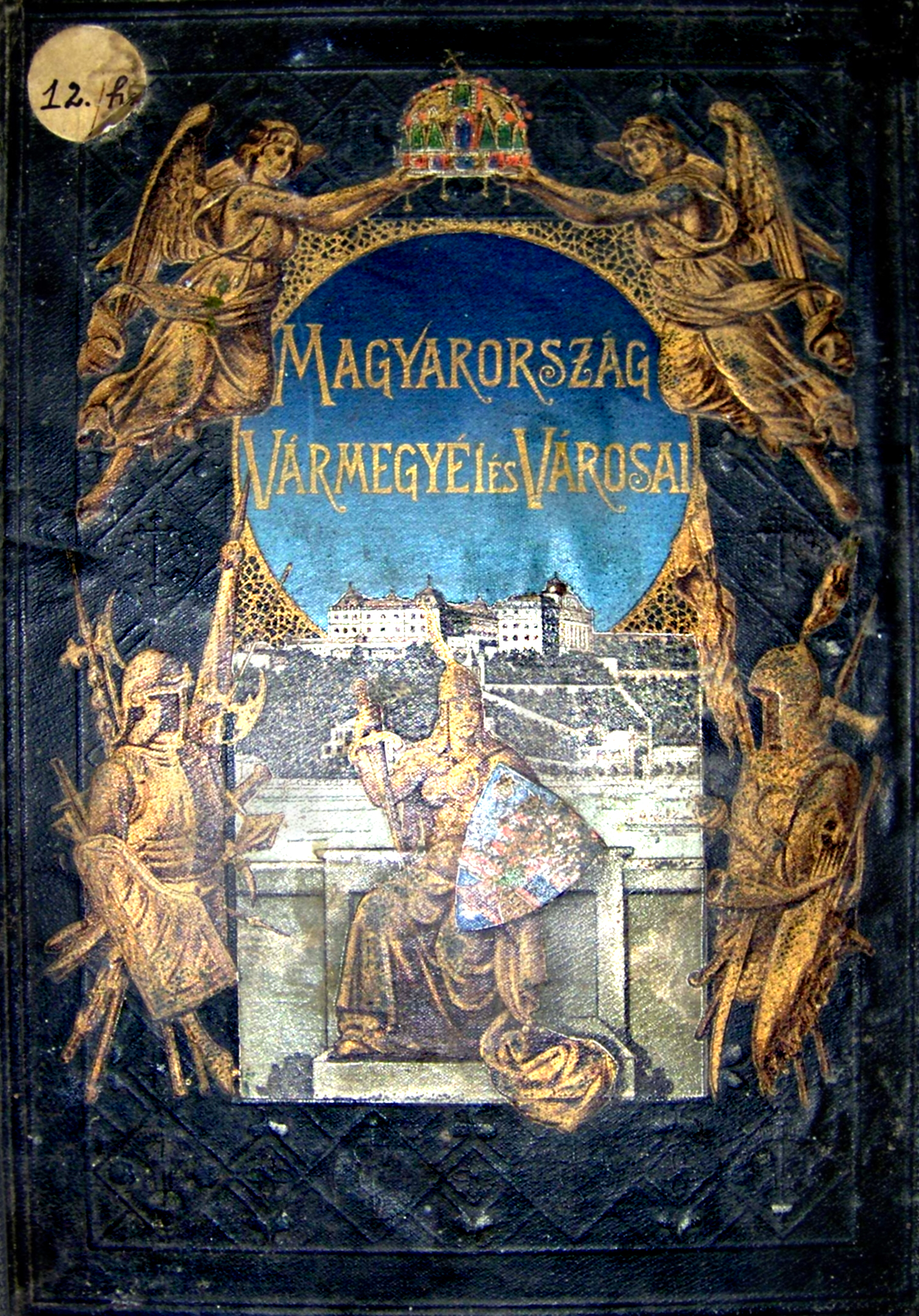
«История комитата Хонт Венгерского королевства» С. Боровский

В 1552—1685 годах большая часть Хонта пребывала под турецким игом, входя в состав созданного турками Ноградского санджака.
В 1802 году Малый Хонт был объединён с комитатом Гемер, образовав комитат Гемер-Малохонт (Gemer-Malohont).
После Первой мировой войны, в 1918 году, бо́льшая часть Хонта (3/4) отошла к вновь сформированной Чехо-Словакии, составив Хонтянскую жупу (подтверждено Трианонским договором 1920 года). Небольшой кусок к юго-востоку от реки Ипель (1/4 бывшего Хонта) остался за Венгрией. Хонтянская жупа просуществовала до 1922 года. 1 января 1923 года она вошла в состав Зволенской жупы. В 1928 году административное деление Чехо-Словакии на жупы было ликвидировано.
В конце XIX века венгерский художник и историк Саму Боровский (1860—1912) написал и издал фундаментальный труд «История комитата Хонт Венгерского королевства».
В соответствии с Венским арбитражем большая часть Северного Хонта была возвращена Венгрии. 11 октября 1938 года над городом Шаги был торжественно поднят венгерский флаг. В 1945 году Северный Хонт снова отошёл к Чехословакии. С 1993 года — в составе Словацкой республики.

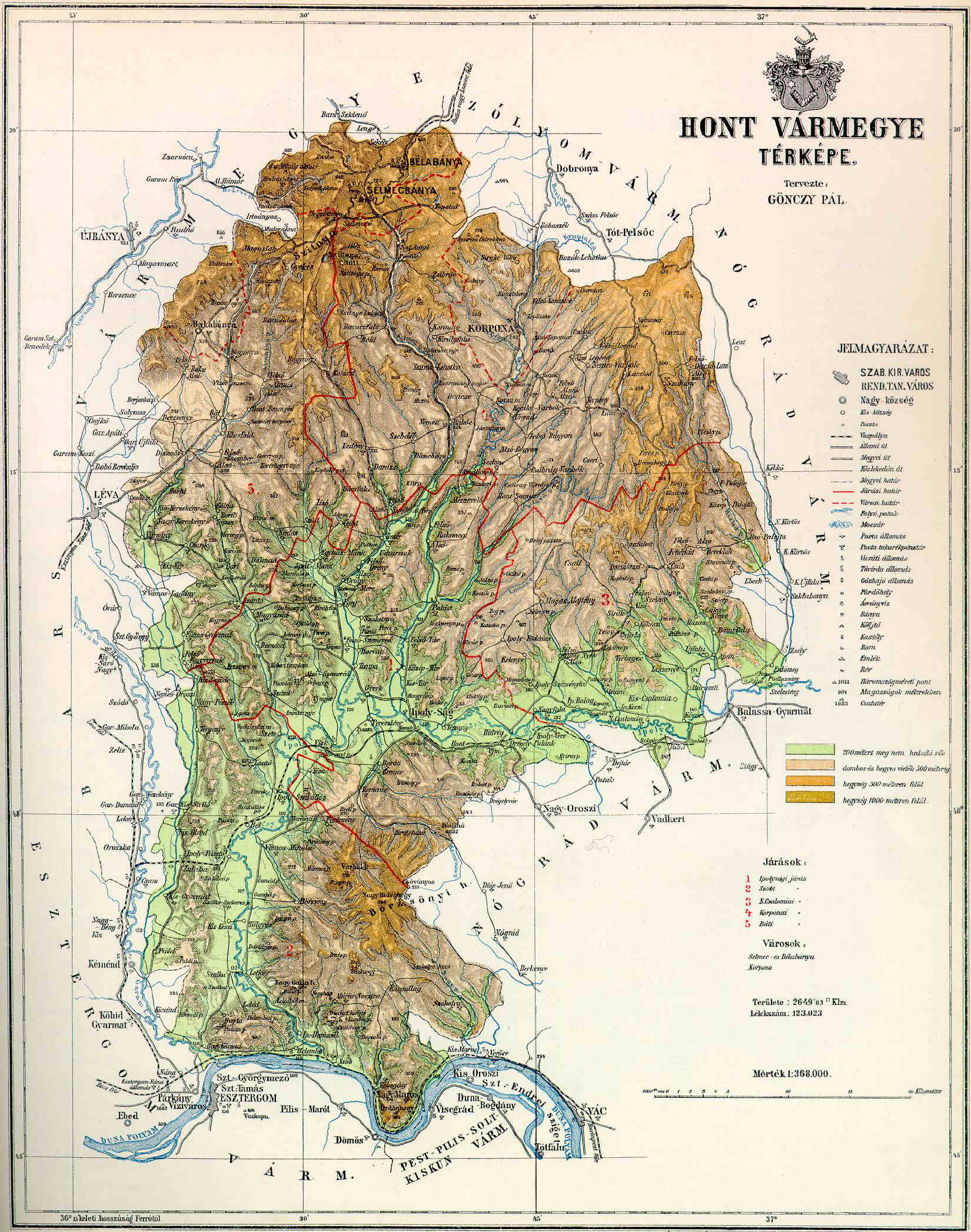
Карта комитата Хонт
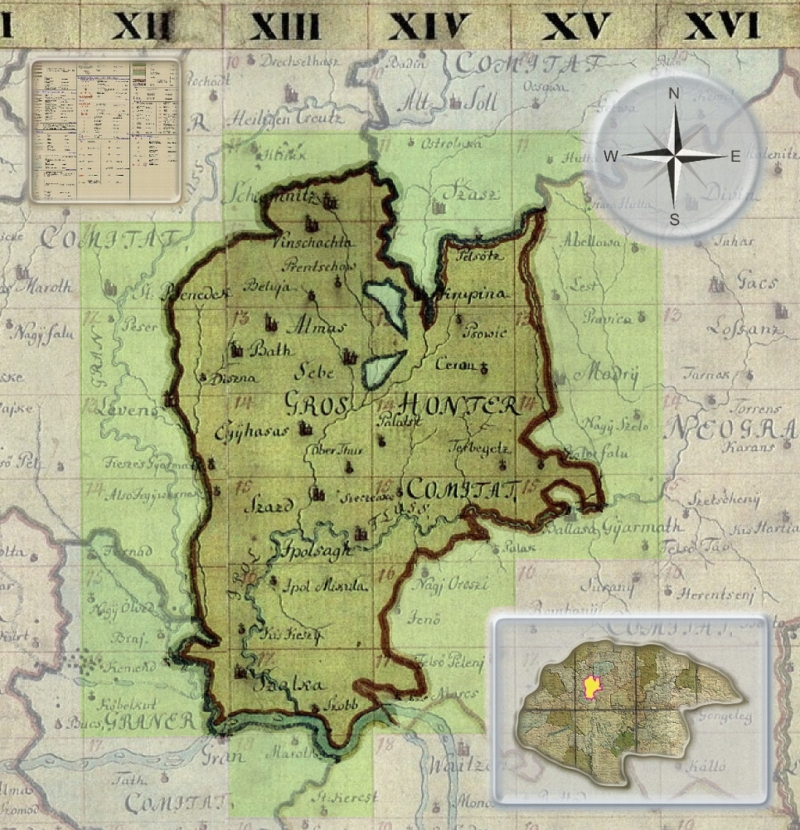
Карта комитата Хонт, 1782—1785

### Архидьяконы Хонта до 1525 года
1001 — Хонт , 1156 — Герман, 1237 — 1239 — Лукач, 1247 — Марк, 1267 — Петер, 1269 — Хедрик, 1275 — 1278 — Деметер, 1291 — 1292 — Богомер, 1298 — Янош, 1300 – Keмен, 1313 – Петер, 1322 – Марк, 1322 – 1325 – Балаж, 1328 – Янош, 1329 – 1340 – Миклош, 1340 – 1346 – Моронч, 1350 – 1359 – Домонкос Гилетфи, 1375 – Иван сын Нелепца, 1376 – 1385 – Балаж, 1379 – Янош Трейтель, бывший бан Сёрень , 1389 – Ференц и Шимон Сечени, 1396 – Миклош, 1406 – Лёринц Тар, 1409 – Ласло Дьярмати, около 1437 г. – Миклош Арань, 1454 г. – Ласло Сечени, 1506–1510 гг. – Михай Соби.

### Вице-ишпаны Хонта до 1525 года
1325 – Холнок, 1332 – Янош, до 1343 – Миклош Оррос, 1344 – Янош, 1347 – 1348 – Пал, 1351 – 1353 – Деметер, 1355 – Имре, 1361 – 1365 – Антал Кюрти, 1367 – Пал Чако Лезеней, 1369 – Антал Кюрти, 1372 – Миклош Мата, 1382 – Банк, 1392 – 1393 – Якаб Мюслай, 1404 – Имре Роман, 1406 – 1407 – Пал Дьяллай, 1408 – Миклош Кот, 1410 – Пал Дьяллай 1411–1413 гг. – Миклош Кот, 1414 г. – Янош Фейеш и Янош Мароти, 1417 г. – Янош Фейеш и Жигмонд Шуди, 1418 г. – Янош Салатнай, Домонкос Тури, Жигмонд Шуди, 1423 г. – Андраш Кюрти и Жигмонд Шуди, 1424 г. - Янош Секелёй и Шимон Салатнай, 1426 г. - Тамаш Шаффар и Янош Валкай, 1427 г. - Имре Сентержебети, 1427 г. - Янош Валкай, 1429 - 1430 г. - Шимон Бернечей, 1431 – Миклош Пири, 1431 – 1432 – Имре Сентержебети, 1434 – Андраш Сюдьи Орбоназ, Миклош Пири, 1436 – Балаж Чехи, 1437 – Ференц Хати и Симон Либерчей, 1438 – Надь Пал Баласети, 1447 г. - Бенедек Кери, 1448 г. - Шимон Лёкош и Шимон Балоги Дьёрдь, 1450 г. - Амбрус Кормос, Петер Дараси, Михай Дальо, 1451 г. - Амбрус Кормос, Миклош Дерсеней, Михай Дальо, 1454 - 1455 г. - Тамаш Селени и Гергей Зембери, 1457 – Гергей Зарка Кюстёши, 1462 – Михай Далё, Миклош Чехи, 1462 – 1464 – Миклош Чехи, Петер Киралифай, 1464 – Миклош Чехи, Миклош Хорги, 1465 – Миклош Чехи, Домонкос Паласти, 1465–1466 – Дьёрдь Мароти, 1467–1468 – Дьердь, Пал Чако Лешеней, 1467–1471 – Петер Деменди, 1472 – Имре Ньеки, 1473 – Имре Ньеки, Освальд Бори, 1474 – Имре Ньеки, 1475 – Имре Ньеки, Бенедек Варшаньи, 1478 – Шимон Дараси, 1479 – 1484 – Шимон Дараси, Миклош Чери, 1484 – Миклош Чери, Петер Мароти, 1486 – Янош Далмади Хорват, Уриэль Курти, 1486 – около 1490 – Янош Далмади Хорват, Янош Чако Лешеней, 1491 – Дьёрдь Лука, 1492 – Дьёрдь Лука, Дьёрдь Калондай, 1493 – Антал Чери, Янош Паластхи Паска, 1494 г. – Антал Чери, Янош Паластхи Паска, Иштван Балоги, 1495 г. – Антал Чери, Янош Паластхи Паска, 1496 г. – Антал Чери, 1497 г. – Антал Чери, Иштван Балоги, Берталан Пири, 1498 г. – Янош Паска Паластхи, 1499–1501 – Дьёрдь Калондай, Петер Тезери, 1502–1503 – Дьёрдь Калондай, Иштван Балоги, 1504–1510 – Петер Калондай, Иоаким Чехи, Петер Тезери, 1511–1513 – Пал Ковари, 1516 – Якаб Салатнай, 1516 – 1522 – Пал Ковари, Ласло Сипеки, 1523 – 1525 – Пал Ковари.

## Традиционное административное деление
В начале XX века в состав комитата входили следующие округа:
| Округа           | Округа            |
| Округ            | Адм. центр        |
| ---------------- | ----------------- |
| Бат              | Батовце           |
| Иполинек         | Виница (Словакия) |
| Иполишаг         | Шаги              |
| Корпона          | Крупина           |
| Соб              | Соб               |
| Вамошмикола      | Вамошмикола       |
| Муниципалитет    |                   |
| Банска-Штьявница |                   |